# Pagamento della tassa del tempio
Il pagamento della tassa del tempio, conosciuto anche come la moneta nella bocca del pesce, è uno dei miracoli attribuiti a Gesù, raccontato nel Vangelo secondo Matteo. 
Secondo il racconto, Pietro fu avvicinato a Cafarnao dagli esattori della tassa del Tempio, che gli chiesero se Gesù pagasse la tassa; Pietro rispose di sì. Quando arrivò a casa, Gesù lo prevenne e gli chiese: "I re di questa terra da chi riscuotono le tasse e i tributi? Dai propri figli o dagli altri?". Pietro rispose: "Dagli estranei". E Gesù disse: "Quindi i figli sono esenti. Ma perché non si scandalizzino, va' al mare, getta l'amo e il primo pesce che viene prendilo, aprigli la bocca e vi troverai una moneta d'argento. Prendila e consegnala a loro per me e per te".

## Spiegazione
La tassa per il Tempio non va confusa con le tasse civili, come il tributo a Cesare a cui accenna il Vangelo secondo Luca. La tassa di cui si parla serviva per il mantenimento del Tempio di Gerusalemme ed era pagata da tutti gli ebrei maschi a partire dal compimento del ventesimo anno di età. 
Dato che i sacerdoti erano esenti dal pagamento e Gesù era conosciuto come un Maestro, gli esattori di Cafarnao non erano certi se dovesse pagare la tassa, così si rivolgono a Pietro. Gesù, che si considerava figlio del Dio adorato nel tempio, argomenta che non avrebbe dovuto pagare la tassa e neanche i suoi discepoli, che egli considera come fratelli; tuttavia, per non scandalizzare la gente semplice, decide di pagarla. Associando Pietro al pagamento, Gesù sottolinea la sua preminenza sugli altri apostoli. 
Il modo di procurarsi la somma per il pagamento è molto singolare. L’elemento miracoloso non sta nella presenza della moneta nel pesce (è facile che esso ingoi ciò che vede in acqua) ma nella preveggenza di Gesù, che indica esattamente a Pietro il modo con cui essi avrebbero pagato la tassa. Alcuni commentatori considerano questo miracolo un po’ strano e non immediatamente comprensibile. Probabilmente vuole sottolineare da un lato la poca importanza che Gesù dava alla cosa e dall’altro il suo stile di vita, per cui non possedeva neanche la piccola somma per pagare la tassa del tempio.

## Opere d'arte
- Pagamento del tributo